# Teatro Municipal de Valparaíso
El Teatro Municipal de Valparaíso es un teatro ubicado en la plaza O'Higgins de la ciudad de Valparaíso, Chile. Fue inaugurado en 1931 como el Teatro Velarde, y mantuvo este nombre hasta el año 1996, cuando pasó a manos de la Ilustre Municipalidad de Valparaíso.

## Historia
La construcción del edificio, que fue diseñado por el arquitecto Spartaco Strappa en el estilo art decó, duró un poco más de un año, y fue finalmente inaugurado el 16 de julio de 1931 con la proyección de la comedia española Suegra para dos. Su administración estuvo a cargo del empresario Armando Velarde, propietario del edificio, hasta 1979 cuando la Sociedad Cinematográfica Bio-Bío se hizo cargo. Para la primera mitad de los años 1990 el teatro se encontraba en declive, proyectando rotativos de películas con escaso público.
El 28 de octubre de 1995 la familia Velarde traspasó el teatro a manos de la Municipalidad, que comenzó varias obras de remozamiento, como la instalación de butacas. El 21 de septiembre de 1996, con la presencia del presidente Eduardo Frei Ruiz-Tagle, fue inaugurado con su nuevo nombre con un concierto de gala.